# Liptovská Porúbka
Liptovská Porúbka (maďarsky Kisporuba) je obec na Slovensku v okrese Liptovský Mikuláš v Žilinském kraji. Obec se nachází v jihovýchodní části Liptovské kotliny, v nadmořské výšce 658 metrů, v blízkosti Liptovského Hrádku.

## Historie
První písemná zmínka o vesnici je v listině z 29. června 1377, v níž je uvedena jako possessio Crisonporuba (sídliště Križanova Poruba). Od 16. století se pro vesnici používá název Porubka, aby se odlišila od Závažné Poruby, která patřila stejnému zemanovi.

## Přírodní poměry
Do správního území zasahuje část národní přírodní památky Ohniště.

## Turistika
Liptovská Porúbka leží je východištěm výletů do okolních kopců Nízkých Tater. Je v mé vybudována ubytovací infrastruktura v podobě resortu Liptovia. K turistickým cílům patří vrchol Slemä (1514 m). Je to zalesněný skalnatý vrch s troskami dopravního letadla ze druhé světové války. Místo neštěstí je upraveno pietní deskou, vrcholovou knihou a informační tabulí se jmény padlých. Každoroční oficiální akce výstupu na Slemu se koná na konci srpna k uctění výročí Slovenského národního povstání.

## Osobnosti
Ve vsi se narodil komunistický politik Jozef Lenárt, ekonom a politik Hvezdoň Kočtúch a prozaik Ferdinand Gabaj. Působil v ní také slovenský evangelický kněz Ľudovít Šenšel.